# Georg Steller
Georg Wilhelm Steller (Bad Windsheim, 10 de marzo de 1709-Tiumén, 14 de noviembre de 1746) fue un botánico, zoólogo, médico y explorador alemán que trabajó en Rusia y participó en la  segunda expedición a Kamchatka, dirigida por Vitus Bering.

## Biografía
Era natural de Windsheim (Alemania), cerca de Núremberg, y estudió en la Universidad de Wittenberg. En noviembre de 1734 viajó a Rusia para trabajar en la Academia de Ciencias de San Petersburgo.
Steller fue nombrado naturalista en la segunda expedición a Kamchatka, dirigida por Vitus Bering, que tenía como propósito cartografiar la costa ártica de Siberia y buscar un paso al este hacia América del Norte. Steller dejó San Petersburgo en enero de 1738, alcanzando Ojotsk en la costa oriental en agosto de 1740, donde conoció a Bering.
En septiembre, la expedición embarcó hacia la península de Kamchatka. Steller pasó el invierno en Bolsheretsk, donde ayudó a organizar una escuela local. A continuación se incorporó a la expedición de Bering que partió hacia América a bordo de los barcos Sviatoi Piotr (San Pedro) y Sviatoi Pavel (San Pablo). Ambos barcos perdieron el contacto y el Piotr Sviatoi, comandado por el propio Bering, a bordo del que iba Steller, llegó a las costas de la actual Alaska, en concreto a la isla Kayak, en julio de 1741, parando únicamente con la intención de recoger agua fresca. Esa parada fue aprovechada por Steller para recorrer la isla , siendo el primer naturalista europeo en describir numerosas plantas y animales de América del Norte, incluyendo el arrendajo azul, entonces desconocido para los europeos y que después sería llamado en su honor arrendajo de Steller (Cyanocitta stelleri).
Las duras condiciones de la región obligaron a Bering a regresar. En el camino de regreso, Bering enfermó y al no poder gobernar su navío, tuvo que refugiarse en las islas del Comandante, al suroeste del mar de Bering. El 19 de diciembre de 1741, Vitus Bering murió de escorbuto en la isla que lleva ahora su nombre, una isla donde también murieron ese invierno 28 de los miembros de su tripulación.
Una tormenta causó el naufragio del Piotr Sviatoi, pero el único carpintero superviviente, S. Starodubstev, con la ayuda del resto de la tripulación, logró construir un pequeño buque con los restos que habían recuperado en el momento del hundimiento. El nuevo barco tenía sólo 12,2 m de eslora  y fue también llamado Sviatoi Piotr. y en él 46 de los 77 hombres del Sviatoi Piotr consiguieron sobrevivir a las dificultades de la expedición, incluido el mismo Steller. Steller pasó los dos años siguientes explorando la península de Kamchatka. Fue llamado para regresar a San Petersburgo y en el viaje de regreso murió a causa de unas fiebres en Tiumén. Sus diarios llegaron a la Academia de San Petersburgo y fueron publicados por el zoólogo y botánico alemán Peter Simon Pallas (1741-1811). Estos fueron utilizados por varios exploradores del Pacífico Norte, incluyendo al capitán inglés James Cook.
Durante el invierno pasado en la isla de Bering, Steller escribió De Bestiis Marinus, describiendo la fauna de la isla que incluía al oso marino ártico (Callorhinus ursinus), la nutria marina (Enhydra lutris), el león marino de Steller (Eumetopias jubatus), la vaca marina de Steller (Hydrodamalis Gigas), el eider de Steller (Polysticta stelleri) y el cormorán de Pallas (Phalacrocorax perspicillatus). Tanto la vaca marina de Steller como el cormorán de Pallas se extinguieron poco después a causa de la caza indiscriminada.

## Eponimia
Hay una escuela media en Anchorage, Alaska, que lleva su nombre.
Especies vegetales
- (Adiantaceae) Cryptogramma stelleri (S.G.Gmel.) Prantl[1]
- (Asteraceae) Artemisia stelleriana Besser[2]
- (Ericaceae) Andromeda stelleriana Pall.[3]
- (Gentianaceae) Gentiana stelleriana Cham. & Schltdl.[4]
- (Pteridaceae) Pteris stelleri S.G.Gmel.[5]
- (Saxifragaceae) Saxifraga stelleriana C.Merk ex Ser.[6]
- (Thymelaeaceae) Chamaejasme stelleriana Kuntze[7]
- (Thymelaeaceae) Passerina stelleri Wikstr.[8]

Especies animales
- (Anatidae) Polysticta stelleri
- (Corvidae) Cyanocitta stelleri
- (Accipitridae) Haliaeetus pelagicus
- (Dugongidae) Hydrodamalis gigas
- (Otariidae) Eumetopias jubatus
- (Acanthochitonidae) Cryptochiton stelleri

Minerales
- Stellerita

## Obra
- Georg Wilhelm Steller, Von Sibirien nach Amerika: Die Entdeckung Alaskas mit Kapitän Bering. Ed. Volker Mathies. ISBN 3-522-61170-5
- Georg Wilhelm Steller, Beschreibung von dem Lande Kamtschatka. Unveränd. Neudruck der 1774 in Frankfurt, 1793 in St. Petersburg u. 1753 in Halle erstmals erschienenen Werke.
- Quellen zur Geschichte Sibiriens und Alaskas aus russischen Archiven, ed. Wieland Hintzsche:
  - tomo I: Georg Wilhelm Steller - Briefe und Dokumente 1740. Bearb. von Wieland Hintzsche, Thomas Nickol und Olga V. Novochatko. Halle 2000. ISBN 3-930195-61-5
  - tomoII: Georg Wilhelm Steller / Stepan Kraseninnikov / Johann Eberhard Fischer: Reisetagebücher 1735 bis 1743. Bearb. von Wieland Hintzsche unter Mitarbeit von Thomas Nickol, Olga V. Novochatko und Dietmar Schulze. Halle 2000. ISBN 3-930195-64-X
  - tomo III: Georg Wilhelm Steller - Briefe und Dokumente 1739; bearb. von Wieland Hintzsche unter Mitarbeit von Thomas Nickol, Olga V. Novochatko und Dietmar Schulze. Halle 2001. ISBN 3-930195-67-4
- Die Große Nordische Expedition. Georg Wilhelm Steller (1709-1746). Ein Lutheraner erforscht Sibirien und Alaska. Ausstellung der Franckeschen Stiftungen zu Halle del 12 de mayo de 1996 a 31 de enero de 1997. Eds. Wieland Hintzsche & Thomas Nickol. Gotha 1996. ISBN 3-623-00300-X